# Карамышево (Воронежская область)
Карамышево — посёлок в Каширском районе Воронежской области.
Входит в состав Данковского сельского поселения.

## География

### Улицы
- ул. Октября.